# درنسيات

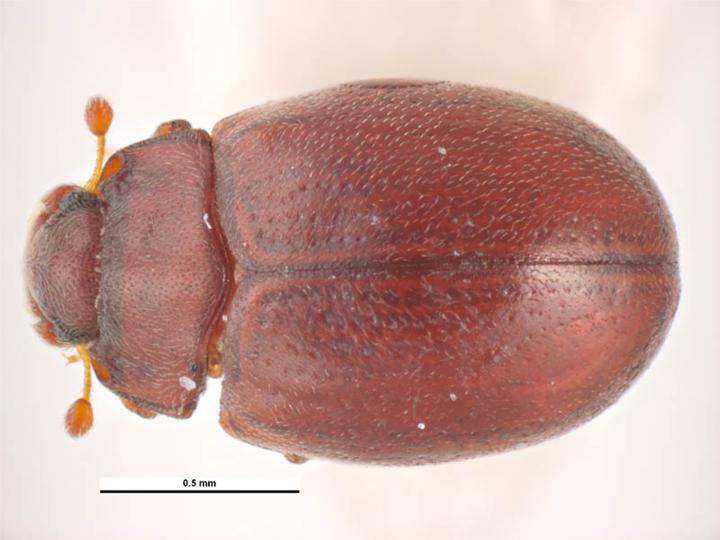
درنسة بيضوية

الدَّرَنْسِيَّات أو فصيلة ميرميدي (الاسم العلمي: Murmidiidae)، هي فصيلة في رتبة الخنافس تحتوي العائلة على أربعة وثلاثين نوعًا موصوفًا في أربعة أجناس. 

## الأجناس
من أجناسها:
- درنسة